# صموئيل لافي
صموئيل لافي (بالإنجليزية: Samuel Levy)‏ هو محامي أمريكي، ولد في 17 مارس 1876، وتوفي في 15 مارس 1953.